# الگوی مگس وزن

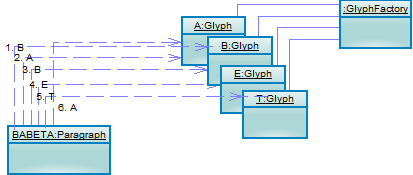
الگوی مگس وزن

در برنامه‌نویسی کامپیوتری، الگوی طراحی مگس وزن یک الگوی طراحی مهندسی نرم‌افزار است. یک شئ مگس وزن نوعی شئ است که باعث صرفه جویی در مصرف حافظه می‌شود. یک شئ مگس وزن تا جایی که ممکن هست با اشیا همنوع خود به اشتراک اطلاعات می‌پردازد. وقتی که تعداد زیادی از یک نوع شی دارای اشتراک اطلاعاتی باشند، تکرار این قسمت مشترک در هر کدام از این نمونه اشیا ،باعث مصرف زیاد از حد حافظه خواهد شد، که غیرقابل قبول است. برای حل این مشکل معمولاً قسمت مشترک را در یک داده ساختار دیگر قرار داده که این اشیا سبک وزن همگی به آن دسترسی خواهند داشت.

یک نمونهٔ کلاسیک قابل ذکر نرم‌افزارهای واژه‌پرداز می‌باشند. در این نوع نرم‌افزار برای نمایش یک متن می‌توانیم دو کار بکنیم. راه اول این است که با ازای هر کاراکتر متنی در صفحه یک شی درست کنیم که اطلاعات آن کاراکتر نظیر گلیف و مکان آن کاراکتر در صفحه را ذخیره می‌کند. در صورتی که فایل متنی ما تعداد زیادی کاراکتر داشته باشد به همان مقدار هم بایستی شئ در حافظه داشته باشیم که این از نظر محدودیت حافظه عملی نمی‌باشد. راه دوم این است که به ازای هر حرف از حروف الفبای زبان، یک شی داشته باشیم که تعداد این حروف محدود است، در نتیجه تعداد این اشیا نیز محدود است. به این اشیا مگس وزن می‌گویند. هر کاراکتر در صفحه نمایش در نرم‌افزار واژه پرداز به یکی از این اشیا مگس وزن ارجاع می‌دهد. پس در این مثال دو فقره اطلاعات را در خود نگه میدارند:
1. مکان در فایل متنی
2. ارجاع به یک شی مگس وزن حرف الفبایی

## تاریخچه
بنابر کتاب Gang Of Four، الگوی مگس وزن برای اولین بار توسط پائل کادلر و مارک لینتون در سال ۱۹۹۰ برای یک ویرایشگر متنی به‌طور مفصل بررسی شد، با وجود این که شبیه همین تکنیک در سال‌های قبل در سیستم‌های دیگر نیز استفاده شده بود به‌طور مثال در فریم‌ورک Weinand .

## تغییر ناپذیری( Immutability ) و برابری ( Equality )
برای اینکه در بین ریسمان‌های مختلف اجرایی برنامه ناسازگاری به وجود نیاید اشیا مگس وزن بایستی در طول اجرای برنامه تغییرناپذیر باشند.

برای درک بیشتر این موضوع به مثال #C زیر توجه کنید ( به تابع Equals و GetHashCode و == و =! دقت کنید)
```
public
 
class
 
CoffeeFlavour
 
{

    
private
 
readonly
 
string
 
_flavour
;

    
public
 
CoffeeFlavour
(
string
 
flavour
)
 
{

        
_flavour
 
=
 
flavour
;

    
}

    
public
 
string
 
Flavour
 
{

        
get
 
{
 
return
 
_flavour
;
 
}

    
}

    
public
 
override
 
bool
 
Equals
(
object
 
obj
)
 
{

        
if
 
(
ReferenceEquals
(
null
,
 
obj
))
 
return
 
false
;

        
return
 
obj
 
is
 
CoffeeFlavour
 
&&
 
Equals
((
CoffeeFlavour
)
obj
);

    
}

    
public
 
bool
 
Equals
(
CoffeeFlavour
 
other
)
 
{

        
return
 
string
.
Equals
(
_flavour
,
 
other
.
_flavour
);

    
}

    
public
 
override
 
int
 
GetHashCode
()
 
{

        
return
 
(
_flavour
 
!=
 
null
 
?
 
_flavour
.
GetHashCode
()
 
:
 
0
);

    
}

    
public
 
static
 
bool
 
operator
 
==
(
CoffeeFlavour
 
a
,
 
CoffeeFlavour
 
b
)
 
{

        
return
 
Equals
(
a
,
 
b
);

    
}

    
public
 
static
 
bool
 
operator
 
!=
(
CoffeeFlavour
 
a
,
 
CoffeeFlavour
 
b
)
 
{

        
return
 
!
Equals
(
a
,
 
b
);

    
}

}

```

## مثال در جاوا
```
import
 
java.util.concurrent.CopyOnWriteArrayList
;

import
 
java.util.HashMap
;

import
 
java.util.List
;

import
 
java.util.Map
;

// Instances of CoffeeFlavour will be the Flyweights

class
 
CoffeeFlavour
 
{

  
private
 
final
 
String
 
name
;

  
CoffeeFlavour
(
String
 
newFlavor
)
 
{

    
this
.
name
 
=
 
newFlavor
;

  
}

  
@Override

  
public
 
String
 
toString
()
 
{

    
return
 
name
;

  
}

}

// Menu acts as a factory and cache for CoffeeFlavour flyweight objects

class
 
Menu
 
{

  
private
 
Map
<
String
,
 
CoffeeFlavour
>
 
flavours
 
=
 
new
 
HashMap
<
String
,
 
CoffeeFlavour
>
();

  
CoffeeFlavour
 
lookup
(
String
 
flavorName
)
 
{

    
if
 
(
!
flavours
.
containsKey
(
flavorName
))

      
flavours
.
put
(
flavorName
,
 
new
 
CoffeeFlavour
(
flavorName
));

    
return
 
flavours
.
get
(
flavorName
);

  
}

  
int
 
totalCoffeeFlavoursMade
()
 
{

    
return
 
flavours
.
size
();

  
}

}

class
 
Order
 
{

  
private
 
final
 
int
 
tableNumber
;

  
private
 
final
 
CoffeeFlavour
 
flavour
;

  
Order
(
int
 
tableNumber
,
 
CoffeeFlavour
 
flavor
)
 
{

    
this
.
tableNumber
 
=
 
tableNumber
;

    
this
.
flavour
 
=
 
flavor
;

  
}

  
void
 
serve
()
 
{

    
System
.
out
.
println
(
"Serving "
 
+
 
flavour
 
+
 
" to table "
 
+
 
tableNumber
);

  
}

}

public
 
class
 
CoffeeShop
 
{

  
private
 
final
 
List
<
Order
>
 
orders
 
=
 
new
 
CopyOnWriteArrayList
<
Order
>
();

  
private
 
final
 
Menu
 
menu
 
=
 
new
 
Menu
();

  
void
 
takeOrder
(
String
 
flavourName
,
 
int
 
table
)
 
{

    
CoffeeFlavour
 
flavour
 
=
 
menu
.
lookup
(
flavourName
);

    
Order
 
order
 
=
 
new
 
Order
(
table
,
 
flavour
);

    
orders
.
add
(
order
);

  
}

  
void
 
service
()
 
{

    
for
 
(
Order
 
order
 
:
 
orders
)
 
{

      
order
.
serve
();

      
orders
.
remove
(
order
);

    
}

  
}

  
String
 
report
()
 
{

    
return
 
"\ntotal CoffeeFlavour objects made: "

        
+
 
menu
.
totalCoffeeFlavoursMade
();

  
}

  
public
 
static
 
void
 
main
(
String
[]
 
args
)
 
{

    
CoffeeShop
 
shop
 
=
 
new
 
CoffeeShop
();

    
shop
.
takeOrder
(
"Cappuccino"
,
 
2
);

    
shop
.
takeOrder
(
"Frappe"
,
 
1
);

    
shop
.
takeOrder
(
"Espresso"
,
 
1
);

    
shop
.
takeOrder
(
"Frappe"
,
 
897
);

    
shop
.
takeOrder
(
"Cappuccino"
,
 
97
);

    
shop
.
takeOrder
(
"Frappe"
,
 
3
);

    
shop
.
takeOrder
(
"Espresso"
,
 
3
);

    
shop
.
takeOrder
(
"Cappuccino"
,
 
3
);

    
shop
.
takeOrder
(
"Espresso"
,
 
96
);

    
shop
.
takeOrder
(
"Frappe"
,
 
552
);

    
shop
.
takeOrder
(
"Cappuccino"
,
 
121
);

    
shop
.
takeOrder
(
"Espresso"
,
 
121
);

    
shop
.
service
();

    
System
.
out
.
println
(
shop
.
report
());

  
}

}

```